# Flassans-sur-Issole
Flassans-sur-Issole este o comună în departamentul Vaucluse din sud-estul Franței. În 2009 avea o populație de 3.036 de locuitori.

## Evoluția populației
| An        | 1975 | 1982  | 1990  | 1999  | 2006  | 2009  |
| --------- | ---- | ----- | ----- | ----- | ----- | ----- |
| Populație | 905  | 1.040 | 1.501 | 1.934 | 2.772 | 3.036 |